# Jógvan Isaksen

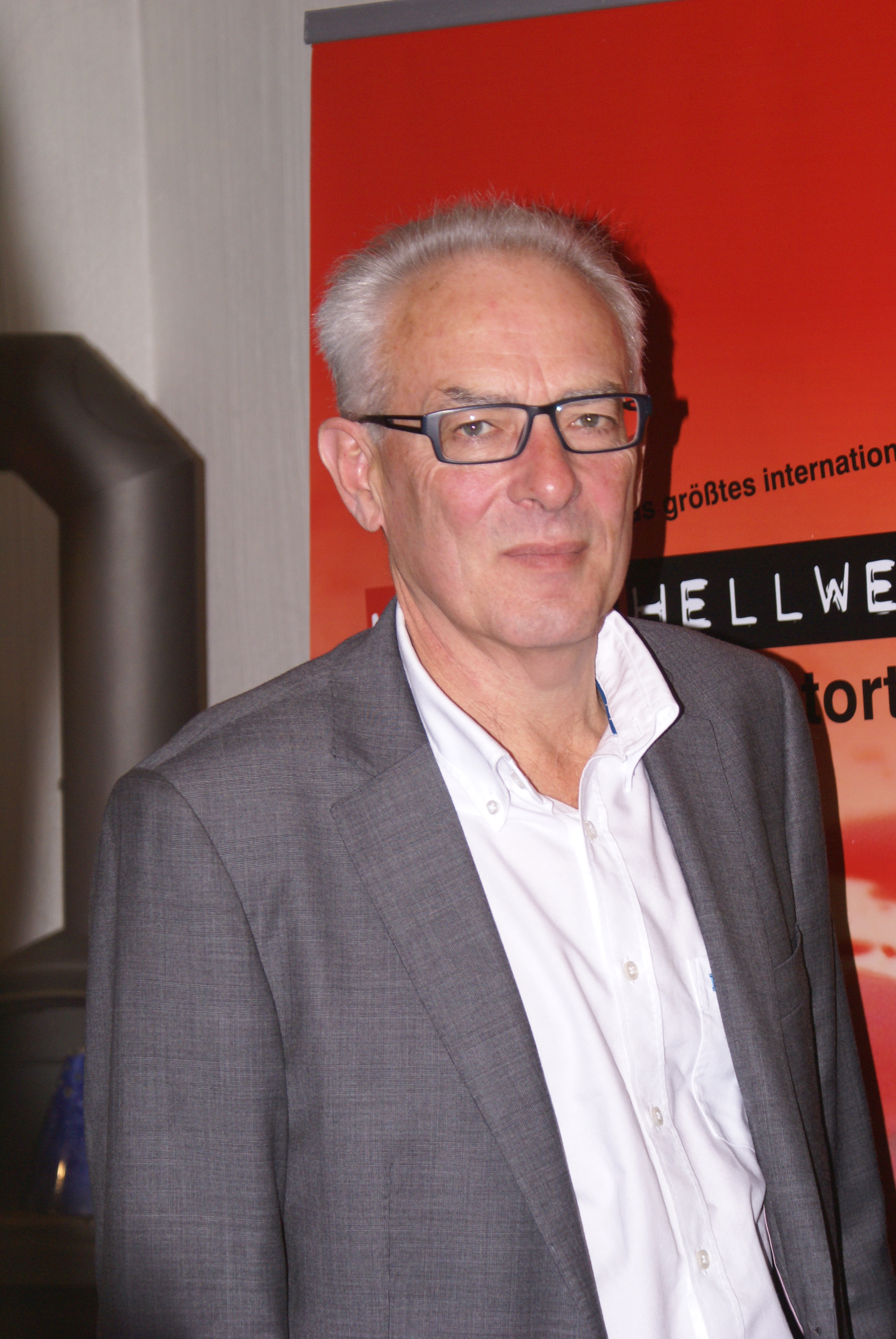
Jógvan Isaksen bei einer Veranstaltung im Rahmen des Krimifestivals Mord am Hellweg in Werne am 1. November 2008

Jógvan Isaksen (* 25. August 1950 in Tórshavn, Färöer) ist ein färöischer Schriftsteller, im Ausland insbesondere bekannt für seine Kriminalromane.

## Leben
Jógvan ist der Sohn von  Magnhild Isaksen und Reimar Isaksen, die beide aus Gøta stammen.
Nach seinem Abitur 1970 in Tórshavn studierte er Skandinavistik an der Universität Århus und wurde dort 1982 Magister für nordische Literaturwissenschaft. Bereits 1978 wurde er Leiter des ältesten, 1914 gegründeten Verlages auf Färöer "Mentunargrunnur Studentafelagsins". Seit 1986 ist er Dozent an der Universität Kopenhagen und unterrichtet dort Färöisch. Seit 2000 ist er Chefredakteur der Zeitschrift Nordisk Litteratur des Nordischen Rates.
Seit 1978 betätigt sich Jógvan Isaksen als Schriftsteller und erhielt 1994 den Literaturpreis der Färöer für sein literaturwissenschaftliches Fachbuch Í hornatøkum við Prokrustes über den Schriftsteller Hanus Andreassen (Hanus Kamban), aber auch für sein Gesamtwerk, das die färöische Literatur zum Hauptgegenstand hat.
Der Krimi Blíð er summarnátt á Føroyalandi von 1990 war der erste, international anerkannte Krimi in färöischer Sprache. Vom Autor selbst auch ins Dänische gebracht, wurde er nach dem Erscheinen ins Isländische übersetzt, später auch ins Deutsche und Englische. Der Titel heißt wörtlich Mild ist die Sommernacht im Färöerlande, wobei er die poetische Form Føroyaland für Føroyar wählte. Für die deutsche Neuausgabe von 2006 wurde Endstation Färöer gewählt. Der zweite von bisher fünf Titeln um den Journalisten Hannis Martinsson  - Gráur oktober - erschien 2007 auf Deutsch unter dem Titel Option Färöer.

## Werke
(deutsche Titel fett hervorgehoben)
- Føroyski Mentunarpallurin. Greinir og ummæli, 1983.
- Ongin rósa er rósa allan dagin. Um skaldskapin hjá Róa Paturssyni, 1986.
- Amariel Norðoy. Tekstur: Jógvan Isaksen. Yrkingar: Rói Patursson. Saman við Anfinni Johansen, Dorthe Juul Myhre, Troels Mark Pedersen og Rógva Thomsen, 1987.
- Í gráum eru allir litir. Bókmentagreinir, 1988.
- At taka dagar ímillum. Um at ummæla og eitt úrval av ummælum, 1988.
- Ingen rose er rose hele dagen. Rói Paturssons digtning. Umsett og viðgjørd av høvundinum, 1988.
- Ein skúladagur í K. Føroyskar skemtisøgur. Í úrvali og við inngangi eftir Jógvan Isaksen, 1988.
- Ingálvur av Reyni. Tekstur: Gunnar Hoydal. Mit Dorthe Juul Myhre, Amariel Norðoy og Rógva Thomsen, 1989.
- Blíð er summarnátt á Føroyalandi. Roman, 1990.
  - Mild ist die färöische Sommernacht, Pettersson, Münster 1995 (1994) (= Morden im Norden 1) ISBN 3-930704-00-5
  - Neuausgabe: Endstation Färöer, Grafit 2006 ISBN 3-89425-549-8
- Brennivargurin. Roman, 1991.
- Færøsk litteratur. Introduktion og punktnedslag. Det arnamagnæanske institut, 1992.
- Ingi Joensen: Reflektión. Fotobók. Saman við Dorthe Juul Myhre og Amariel Norðoy, 1992.
- Í hornatøkum við Prokrustes. Stuttsøgurnar hjá Hanusi Andreassen, 1993.
- Færøsk Litteratur. Forlaget Vindrose, 1993.
- Gráur oktober. Roman, 1994.
  - Option Färöer. Grafit, 2007 (Krimi)
- Treð dans fyri steini. Bókmentagreinir, 1995.
- Zacharias Heinesen. Tekstur: Jógvan Isaksen. Mit Amariel Norðoy, Dorthe Juul Myhre, Helga Fossádal og Jon Hestoy, 1995. (Färöisch, Dänisch und English)
- Teir horvnu kirkjubøstólarnir. Roman, 1996.
- Á ólavsøku. Ein summarkrimi í 9 pørtum, 1996.
- Var Kafka klaksvíkingur? 26 ummælir, 1996.
- Tekstur til Amariel Norðoy. Norðurlandahúsið í Føroyum, 1997.
- Omkring Barbara. Greinasavn. Saman við Jørgen Fisker, Nils Malmros og John Mogensen, 1997.
- Homo Viator. Um skaldskapin hjá Gunnari Hoydal, 1997.
- William Heinesen: Ekskursion i underverdenen. I udvalg og med efterskrift af Jógvan Isaksen, 1998.
- Á verðin, verðin! Skaldsøgan "Barbara" eftir Jørgen-Frantz Jacobsen, 1998.
- Barbara og tann horvna bamsan, 1999.
- Jørgen-Frantz Jacobsen: Den yderste kyst - og andre essays. I udvalg og med efterskrift af Jógvan Isaksen, 1999.
- Ingálvur av Reyni. Víðkað og broytt útgáva. Saman við Amariel Norðoy, Dorthe Juul Myhre og Gunnari Hoydal, 2000.
- Livets geniale relief. Omkring Jørgen-Frantz Jacobsens roman Barbara, 2001.
- Krossmessa. Roman, 2005.
- Norðlýsi. Roman, 2009.
- 2010 – Norska Løva, (Kriminalliteratur, über den Detektiv Hannis Martinsson). Norska Løva oder Norske Løve bezieht sich auf ein dänisches Schiff, das am 31. Dezember 1707 in Lambavík auf den Färöer-Inseln sank. Ungefähr 100 Männer überlebten, 14 starben.
- 2011 – Deydningar dansa á Sandi, (Kriminalliteratur, über den Detektiv  Hannis Martinsson)[1]
- 2012 – Tann fimti maðurin,  (Kriminalliteratur, über den Detektiv William Hammer)[2]
- 2013 – Prædikarin. (Kriminalliteratur, über den Detektiv William Hammer), Mentunargrunnur Studentafelagsins
- 2014 - At myrða við skrivaraborðið[3] Mentunargrunnur Studentafelagsins.[4]
- 2014 – Vølundarhús. (Kriminalliteratur, über den Detektiv Hannis Martinsson). Mentunargrunnur Studentafelagsins.
- 2015 – Hitt blinda liðið. (Kriminalliteratur, über den Detektiv William Hammer).  Mentunargrunnur Studentafelagsins. ISBN 978-99918-75-38-5